# Pilõezinhos
Pilõezinhos est une ville brésilienne de l'est de l'État de la Paraíba.
Sa population était estimée à 5 319 habitants en 2007. La municipalité s'étend sur 44 km2.